# Autorretrato com dois alunos
Autorretrato com Duas Alunas (em francês, Autoportrait avec deux élèves) é um autorretrato de 1785 de Adélaïde Labille-Guiard que retrata a artista com duas de suas alunas, Marie-Gabrielle Capet e Marie-Marguerite Carreaux de Rosemond. Faz parte do acervo do Metropolitan Museum of Art.

## Descrição e Análise
A composição executada por Adélaïde Labille-Guiard em 1785, figura-se não apenas como um exercício de virtuosismo técnico, mas como um manifesto visual de elevada eloquência política e social, que sutilmente reivindica para as mulheres artistas um espaço de autoridade no cenário institucional da arte francesa setecentista. Exibido no célebre Salon de Paris daquele ano, o quadro suscitou aplausos não apenas pela delicadeza da execução e pela naturalidade do gesto pictórico representado, mas sobretudo pela carga simbólica subjacente, que articula, em um mesmo gesto, afirmação de identidade, pedagogia e reivindicação de estatuto profissional.
A cena representa a própria artista em pleno ato de criação, trajada com um vestido de cetim azul cintilante, ornado com rendas e fitas de seda, adereço que, em sua inegável opulência e aparente impraticabilidade, alude tanto à convenção do retrato de aparato quanto à tentativa deliberada de inscrever o ofício pictórico feminino na esfera da respeitabilidade social e da distinção cultural. Labille-Guiard empunha pincéis e paleta, denotando não apenas a sua condição de autora da imagem, mas também a autoridade técnica que a legitima, enquanto suas discípulas, Marie Gabrielle Capet e Marguerite Carreaux de Rosemond, posicionam-se como figuras silenciosas, cuja presença não é mero adorno, mas afirmação de uma rede de transmissão de saberes entre mulheres — um dado incomum e profundamente subversivo no contexto da Academia Real de Pintura e Escultura.
A temporalidade da obra é decisiva: datada de 1785, ela sucede à admissão histórica de Labille-Guiard, em 1783, na prestigiosa Academia Real, episódio que coincidiu com a igualmente controversa admissão de sua contemporânea Élisabeth Vigée Le Brun. O fato de que, à época, o número de mulheres admitidas à corporação estivesse restrito a quatro não é um dado marginal, mas uma delimitação institucional que reforça o caráter político e pedagógico do autorretrato em questão. Labille-Guiard, ao incluir explicitamente suas pupilas no espaço de representação, forja uma declaração visual sobre a legitimidade da mulher não apenas como artista consumada, mas como mestra, investida do poder de perpetuar um saber tradicionalmente reservado ao domínio masculino.
O cenário arquitetônico que compõe o pano de fundo — colunas coríntias e espelhos convexos — não é apenas ornamento clássico, mas cifra visual da perenidade e da autoridade acadêmica, posicionando o ato da pintura e da transmissão do conhecimento no seio de uma ordem estética legitimada pela tradição. Nesse sentido, a obra opera como uma interseção entre a autorrepresentação privada e a inserção pública, enquanto o gesto da artista revela-se simultaneamente um gesto de criação e um gesto de autoinscrição histórica.
As relações que Labille-Guiard cultivava com o círculo aristocrático feminino, em especial com as filhas de Luís XV — as Mesdames de France —, conferem à sua trajetória um caráter ainda mais emblemático: sua ascensão social e sua notoriedade como retratista não podem ser dissociadas do apoio institucional conferido por essas patronas, cujas encomendas e recomendações mitigavam os obstáculos impostos pela estrutura patriarcal das academias.
Em síntese, Autorretrato com Duas Alunas não é uma mera afirmação de identidade pessoal, mas antes um artefato visual polifônico, que alinha pedagogia, diplomacia social e militância velada, configurando-se como uma das mais lúcidas defesas da competência artística e intelectual das mulheres no crepúsculo do Antigo Regime.